# Lewis Street
Lewis Street — третий мини-альбом американского рэпера Джея Коула, вышедший 22 июля 2020 года на лейбле Dreamville Records и Roc Nation. Включает в себя две песни: «The Climb Back» и «Lion King on Ice». Трек «The Climb Back» вошёл в шестой альбом J. Cole The Off-Season.
22 июля 2020 года J. Cole в социальных сетях анонсировал выпуск двух синглов. Треки должны были войти в альбом The Fall Off.

## Список композиций
Информация Tidal.
| №                   | Название            | Автор(ы)            | Producer(s)                | Длительность |
| ------------------- | ------------------- | ------------------- | -------------------------- | ------------ |
| 1.                  | «The Climb Back»    | Jermaine Cole       | J. Cole                    | 5:04         |
| 2.                  | «Lion King on Ice»  | Cole                | J. Cole T-Minus JetsonMade | 3:30         |
| Общая длительность: | Общая длительность: | Общая длительность: | Общая длительность:        | 8:34         |